# Bourgoin-Jallieu
Bourgoin-Jallieu este un oraș în Franța, în departamentul Isère, în regiunea Ron-Alpi.

## Personalități născute aici
- Jean-Pierre Andrevon (n. 1937), scriitor;
- Seyhan Kurt (n. 1971), scriitor, antropolog de etnie turcă.

1. ↑  répertoire géographique des communes, accesat în 26 octombrie 2015
2. ↑  dataset of postal codes in France, 1 octombrie 2018